# Pantopipetta auxiliata
Pantopipetta auxiliata är en havsspindelart som beskrevs av Stock, J.H. 1968. Pantopipetta auxiliata ingår i släktet Pantopipetta och familjen Austrodecidae. Inga underarter finns listade i Catalogue of Life.